# Tatepeira
Tatepeira Levi, 1995 è un genere di ragni appartenente alla famiglia Araneidae.

## Etimologia
La seconda parte del nome deriva dal nome dell'ex-genere Epeira, a sua volta proveniente dal greco ἑπί, epì, cioè sopra e εῖρειν, èirein, cioè intrecciare.

## Distribuzione
Le quattro specie oggi note di questo genere sono state rinvenute in America centrale (Honduras) e soprattutto in America meridionale (Colombia, Brasile e Bolivia).

## Tassonomia
Per la determinazione delle caratteristiche di questo genere sono stati presi in considerazione gli esemplari denominati Wixia tatarendensis (Tullgren, 1905).
Dal 2002 non sono stati esaminati esemplari di questo genere.
A giugno 2012, si compone di quattro specie:
- Tatepeira carrolli Levi, 1995 - Colombia
- Tatepeira itu Levi, 1995 - Brasile
- Tatepeira stadelmani Levi, 1995 - Honduras
- Tatepeira tatarendensis (Tullgren, 1905)[2] - dalla Colombia alla Bolivia

### Sinonimi
- Tatepeira akeholmi (Brignoli, 1983), trasferita dal genere Araneus Clerck, 1757, e posta in sinonimia con T. tatarendensis (Tullgren, 1905) a seguito di un lavoro di Levi (1991a), quando aveva la denominazione di Wixia[1].